# Jamaica en los Juegos Olímpicos de Melbourne 1956
Jamaica estuvo representada en los Juegos Olímpicos de Melbourne 1956 por un total de 6 deportistas que compitieron en atletismo.  
El equipo olímpico jamaicano no obtuvo ninguna medalla en estos Juegos.